# Иванов, Сергей Васильевич (кинооператор)
Серге́й Васи́льевич Ивано́в (1905—1966) — советский кинооператор. Лауреат Сталинской премии третьей степени (1952). Член ВКП(б) с 1948 года.

## Биография
В 1917 — 1918 — рабочий Северо-Западной железной дороги, служащий типографии (Гатчина).
В 1918 — 1921 — участник Гражданской войны; служил в РККА: 1-е артиллерийские курсы и 6-я стрелковая дивизия 7-й Армии (Петроград, Гатчина, Витебск, Полоцк).
В 1921 — 1922 — агент по транспорту райпродкоммуны (Гатчина).
В 1922 — 1923 — актер в Гатчинском театре.
В 1924 — 1925 — рабочий Ульяновского порохового завода (с. Никольское, Ленинградской обл.).
В 1923 — 1930 — рабочий завода «Электросила» (Ленинград).
В 1930 году окончил киноотделение Ленинградского техникума сценических искусств.
В 1930 — 1932 — актер, помощник режиссера, ассистент режиссера, режиссер Ленинградской кинофабрики «Союзкино».
С 01 января 1933 до сентября 1942 — режиссер Ленинградской кинофабрики «Союзтехфильм» / киностудии  «Лентехфильм».
Начальник фронтовых киногрупп во время Великой Отечественной войны. В РККА с 1941 года. Звание: майор.
- С 07 сентября 1942 — начальник киногруппы Ленинградского фронта, режиссер Ленинградской объединенной киностудии.
- С 27 мая 1944 по 1945 — начальник, режиссер киногрупп Карельского и 4-го Украинского фронтов.
- С 26 января 1946 по 1947 — уполномоченный  «Совэкспортфильма» в Швеции. Смонтировал и провел озвучание (на скандинавских языках) 25 номеров киножурнала «Новости дня». В 1949 году в разгар «Ленинградского дела» был исключен из партии[1].  В 1948 — режиссер Ростовской студии кинохроники.  В 1949 — 1950  — режиссер Иркутской студии кинохроники и Северо-Кавказской студии кинохроники.   С 1951 до сентября 1952  — режиссер Нижне-Волжской студии кинохроники.  С 01 сентября 1952 до 04 декабря 1953  — режиссер Молдавской студии хроникально-документальных фильмов.  В 1954  — режиссер Нижне-Волжской студии кинохроники.  В 1955 — 1956 — режиссер Ростовской студии кинохроники.
- Урна с прахом захоронена в колумбарии Донского кладбища города Москвы.

## Фильмография
- 1930 — Ненависть (совместно с Б. Фильшиным)
- 1931 — Зыбун; Их пути разошлись
- 1932 — Счастье (Ветер с Востока)
- 1934 — Полесские робинзоны
- 1937 — Соловей
- 1938 — Одиннадцатое июля
- 1940 — Танкер «Дербент»
- 1940 — Шестьдесят дней (совместно с А. И. Гинцбургом)
- 1941 — Подруги, на фронт! (короткометражный, совместно с В. А. Рапопортом)
- 1942 — Оборона Царицына (СССР) (совместно с А. И. Дудко и А. И. Сигаевым)
- 1942 — Славный малый
- 1944 — Нашествие (совместно с Б. Г. Хренниковым)
- 1946 — Остров безымянный
- 1947 — Жизнь в цитадели
- 1948 — Драгоценные зёрна
- 1949 — Звезда (совместно с В. А. Рапопортом)
- 1951 — Белинский (совместно с А. Н. Москвиным и М. П. Магидсоном)
- 1951 — Свет в Коорди
- 1952 — Концерт мастеров искусств (фильм-концерт)
- 1953 — Весна в Москве (совместно с В. Ф. Левитиным)
- 1953 — Мастера русского балета (фильм-балет)
- 1954 — Большая семья
- 1955 — Счастье Андруса (совместно с Г. С. Маранджяном)
- 1956 — Искатели
- 1956 — Крутые горки
- 1957 — Улица полна неожиданностей (совместно с В. А. Грамматиковым)
- 1958 — Кочубей
- 1959 — Ссора в Лукашах
- 1960 — Осторожно, бабушка!
- 1961 — Девчонка, с которой я дружил (совместно с С. Н. Ивановым)
- 1961 — Пестрые рассказы (телеспектакль)
- 1962 — Душа зовет
- 1963 — Все остается людям
- 1964 — Зайчик
- 1966 — Снежная королева

## Награды и премии
- Сталинская премия третьей степени (1952) — за съёмки фильма «Свет в Коорди» (1951)